# جوزيف إل. ميرفي
جوزيف إل. ميرفي (بالإنجليزية: Joseph L. Murphy)‏ هو سياسي أمريكي، ولد في 25 يناير 1907، وتوفي في 4 أكتوبر 1973. انتخب عضو مجلس نواب ماساتشوستس.